# Adore (EP Jasmine Thompson)
Adore è il terzo EP della cantante britannica Jasmine Thompson, pubblicato il 18 settembre 2015 dalla Atlantic Records.

## Descrizione
In un'intervista col giornalista Mike Ragogna dell'The Huffington Post, Thompson ha dichiarato
che la maggior parte delle canzoni dell'EP ha come tema l'amore, unito ad argomenti come la fiducia e il non avere paura di fallire.

## Tracce
1. Adore – 3:07
2. Great Escape – 3:27
3. Crystal Heart – 3:24
4. Do It Now – 4:05
5. Let Myself Try – 3:27